# Clausen Memorial Museum
Das Clausen Memorial Museum ist ein seit 1968 in Petersburg (Alaska) ansässiges Museum. Sein Schwerpunkt liegt auf der Geschichte des südlichen Alaska, vor allem aber des Ortes selbst. Es befindet sich in der 203 Fram Street.
Bei diesem Museum handelt es sich um eine private Einrichtung, die von einem Board of Trustees geleitet wird. Dieser engagiert einen Direktor – derzeit (Stand: 2021) ist dies Cindi Lagoudakis – und Teilzeitbeschäftigte während der Sommersaison. 
Die Sammlung reicht von der Urgeschichte über die Kultur der Tlingit bis in die Gegenwart und umfasst 5000 Artefakte, 45.000 Fotografien und 200 archivalische Sammlungen. Letztere stammen überwiegend aus dem Bereich der Fischindustrie, aber auch der Holzfällerei und der Wohnkultur. Erstere repräsentieren die indigenen Kulturen, etwa in Form von Kanus, Fischfallen, Heilbutthaken, Werkzeugen oder Körben.
Bis 2018 war Kathi Riemer Direktorin, ihr folgte Elizabeth Walsh im Amt.

## Belege
1. ↑  Ihre Vorgängerin war seit 2018 Elizabeth Walsh (Clausen Museum welcomes new director, in: Petersburg Pilot, 12. Juli 2018).

Koordinaten: 56° 48′ 45,6″ N, 132° 57′ 15,6″ W